# 山手町 (芦屋市)
山手町（やまてちょう）は、兵庫県芦屋市の町名。郵便番号659-0096。

## 地理
山手町はその名の通り芦屋市の山の手に位置し、町域北側は六麓荘町にも近く、南側は旧山邑家住宅を始め芸術施設も設置されているが、概ね住宅地として利用されている。北で劔谷、北東で朝日ケ丘町、東から南で東芦屋町、南西の橋上の一点で西山町、西で山芦屋町、北西で城山・奥山と接する。

### 地価
住宅地の地価は2015年（平成27年）1月1日の公示地価によれば山手町10-13の地点で33万8000円/m2となっている。

## 世帯数と人口
2022年（令和4年）2月1日現在の世帯数と人口は以下の通りである。
| 丁目   | 世帯数  | 人口    |
| ------ | ------- | ------- |
| 山手町 | 848世帯 | 1,926人 |

## 小・中学校の学区
市立小・中学校に通う場合、学区は以下の通りとなる。
| 番地 | 小学校             | 中学校             |
| ---- | ------------------ | ------------------ |
| 全域 | 芦屋市立山手小学校 | 芦屋市立山手中学校 |

## 交通

### 道路
- 兵庫県道344号奥山精道線

## 施設

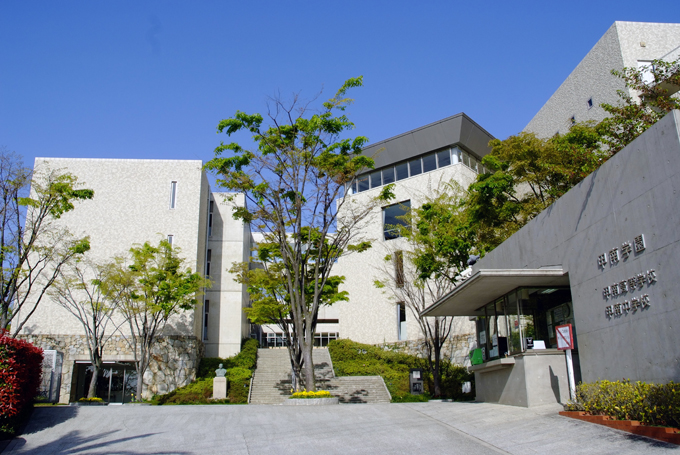
甲南高等学校・中学校

- 芦屋市立山手小学校
- 甲南高等学校・中学校
- 旧山邑家住宅

## 出身・ゆかりのある人物
- 早瀬太郎三郎[6]（大阪土地協会会長、今木屋、貸地業、地主、桐花興業社長、八馬汽船取締役、資産家） - 大阪出身で、山手町に居住していた[6]。